# 로봇인간 칩
《로봇인간 칩》(영어: Not Quite Human II) 혹은 내 사랑 사이보그 2는 1989년에 개봉한 월트 디즈니 픽처스의 가족영화이다.

## KBS 성우진 (2001년 5월 21일)
- 강수진 - 칩(제이언더 우드)
- 문선희 - 로베르타(케이티 바르베리)
- 이윤선 - 칼슨박사(앨런 시크)
- 배정미 - 베키(로빈 라이블리)
- 임은정 - 그레이 박사(데이 영)
- 온영삼 - 매스터슨(그렉 멀러비)
- 김수중 - 모어(마크 아노트)
- 유영환 - 밀러(마이클 러셀)
- 이재용 - 브랜든(스콧 닐)
- 임미진 - 티파니(카리 쿨빈스카스)
- 석원희 - 웨이터(밥 스렌슨)
- 유동균 - 오스틴(타이 밀러)
- 서문석 - 릭(에릭 브러스코터)
- 이근욱 - 교장